# Derwent (Cumbria)
De Derwent is een rivier in het in North West England gelegen Lake District in het graafschap Cumbria. De naam is afgeleid van een Keltisch woord voor 'eikenboom'.

## Verloop
De rivier ontstaat bij het het bergmeer Styhead Tarn onder Scafell Pike en stroomt in noordelijke richting door het dal van Borrowdale en vervolgens door het naar de rivier genoemde meer Derwent Water.
Vervolgens stroomt de rivier door het nabij Derwent Water gelegen meer Bassenthwaite Lake. Nabij de stad Keswick mondt de rivier de Greta, die door deze stad loopt, uit in de Derwent. Een andere zijrivier is de Cocker, die zich samenvoegt met de Derwent nabij Cockermouth. Vervolgens stroomt de rivier in westelijke richting en mondt bij Workington uit in de Ierse Zee.

## Trivia
De Derwent is het onderwerp van een fragment in The Prelude, een gedicht van William Wordsworth.